# The Howling (EP)
The Howling je drugi EP nizozemske simfonijske metal grupe Within Temptation, a izašao je kako bi promovirao album The Heart of Everything i dostupan je samo u Hot Topic dućanima u SAD-u i već idući dan bio je rasprodan i više nije u ponudi. 

## Popis skladbi
1. "The Howling"
2. "Stand My Ground"
3. "Angels"
4. "Jilian"
5. "Memories"